# ドロール軽機関銃
ドロール軽機関銃（ドロールけいきかんじゅう、Dror light machine gun）は、1940年代後半にイスラエルでアメリカ製のジョンソンM1941軽機関銃を元に開発された軽機関銃である。

## 概要
ドロールの名称はヘブライ語でSparrow（スズメ）を意味する。1946年、当時のイスラエルのユダヤ人組織は、自国生産の軽機関銃の開発を計画した。1946年の終わり頃、ハガナーはジョンソンM1941軽機関銃のライセンス生産権をウィンチェスター・リピーティングアームズから購入し、自国内の秘密製造所でドロール軽機関銃を開発・製造した。彼らはまた、アメリカ国内でスクラップ状態になっていた銃の製造設備も安く購入していたのである。
ドロール軽機関銃には大きく分けて2種類のタイプ（初期型、後期型）が存在する。初期型のドロールはジョンソンM1941軽機関銃のライセンス生産型と言える物で、特徴的なフロントサイト、銃の左側面に装着された湾曲したマガジンもM1941と同様である（装弾数は20発）。ストックはM1944のような金属製の物で、上のチューブがリコイルスプリング、下のチューブが手入れ用具を収納する。使用弾薬は7.7mmの.303ブリティッシュ弾で、薬莢のリムが張り出しているため、マガジンはM1941よりも大きく湾曲している。800挺から1,000挺がハガナーの地下製造所で生産された。

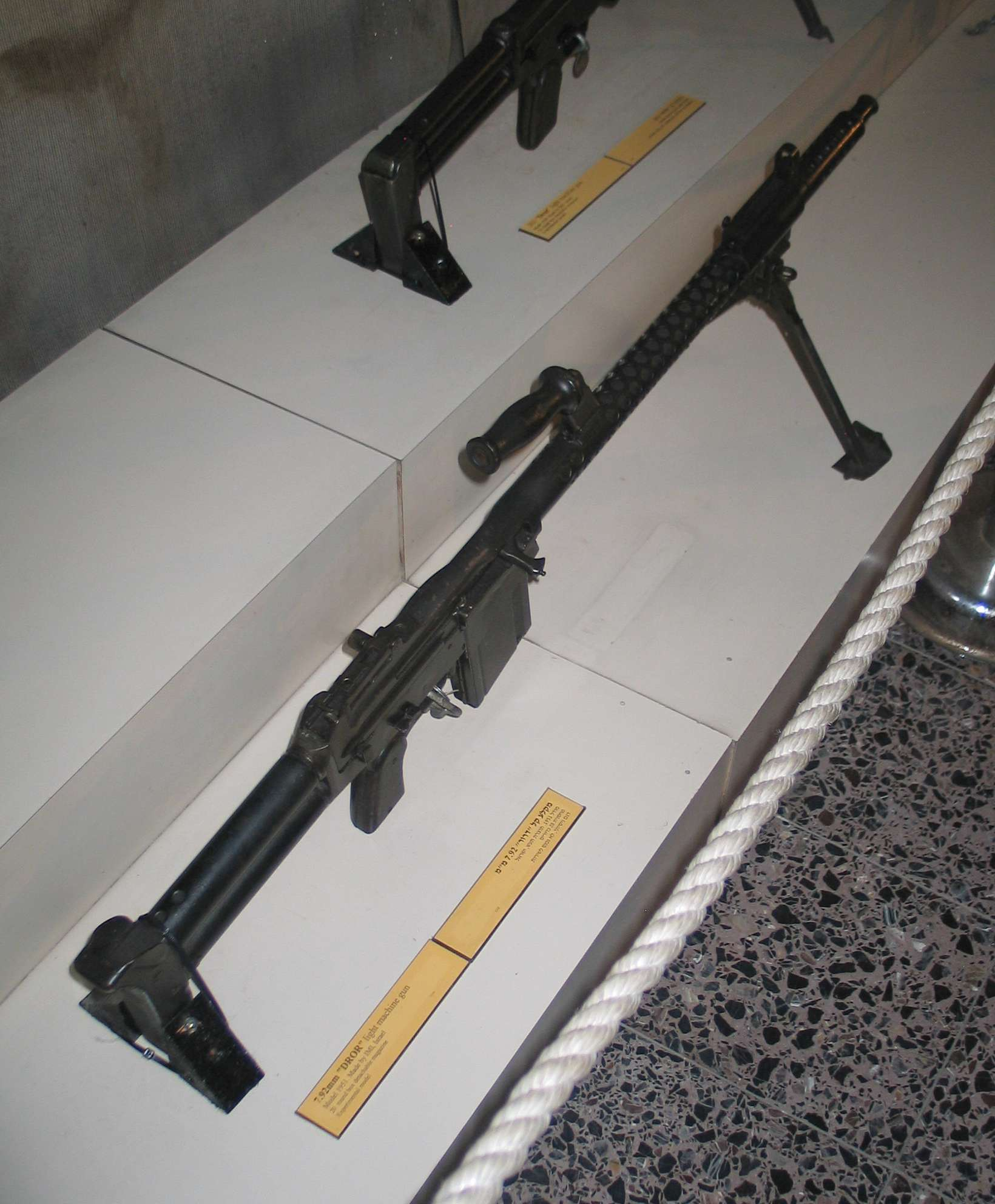
後期型のドロール軽機関銃

後期型のドロールは、使用弾薬がドイツ製のMG34機関銃などと同じ7.92x57mmモーゼル弾となり、マガジンはBARの物をベースに改良した四角い箱型の20発弾倉が銃のレシーバー下方に装着されるようになった。弾倉挿入口には手動の防塵カバーがあり、弾倉不使用時に閉めることができる。また銃身の保護カバーが延長、フロントサイトと銃身固定具の形状も変更され、キャリングハンドルが追加されるなどしており、外観は大きく変わっている。銃身は後方のレシーバー挿入部に加え、前方のフロントサイト・銃身固定具付近でも支えられている。銃身の先端付近には赤茶色の防熱カバーがかぶせられ、熱した銃身を交換する際に素手でも取り扱いやすい。生産数は初期型より多く、3,000挺から4,000挺程度がIMIによって生産された。
1948年の第一次中東戦争（イスラエルにとっての独立戦争）でドロールが実戦に投入されたかは不明であるが、現存する写真では使用されている例は見られない。同じ7.7mm弾を使用するイギリス製のブレン軽機関銃やルイス軽機関銃、あるいは7.92mm弾を使用するMG34はこの戦争で使用されている写真が多数残されているため、ドロールの使用例が見られない理由は、弾薬供給の問題ではなく、中東の砂漠地域の塵や埃の多い環境での作動安定性が低かったためと見られる。1952年には、イスラエルはドロール軽機関銃の後継としてBARの採用を決め、ドロール軽機関銃は退役した。